# Лідський повіт (Російська імперія)
Лідський повіт (рос. дореф. Лидскій уѣздъ; біл. Лідскі павет) — адміністративно-територіальна одиниця Слонимського намістництва, Литовської губернії, Гродненської губернії та Віленської губернії. Адміністративний центр — місто Ліда.

## Підпорядкування
- Утворений у 1795 році у складі Слонимського намісництва на території, що відійшла до складу Російської імперії після третього поділу Речі Посполитої.
- 1797 року відійшов до Литовської губернії.
- 1801 року передано до складу Гродненської губернії.
- 1843 року передано до складу Віленської губернії.
- 1920 року відійшов до складу Польщі.

## Населення
За даними перепису 1897 року в повіті проживало 205,8 тис. мешканців.
У тому числі білоруси — 73,2 %; євреї — 12,0 %; литовці — 8,7 %; поляки — 4,7 %; росіяни  — 1,2 %. У повітовому місті Ліда проживало 9 323 мешканці.

## Склад
Станом на 1886 рік налічував 83 сільських громади, 1078 поселень у 24 волостях. Населення — 137 968 осіб (69386 чоловічої статі та 68582 — жіночої), 11 205 дворових господарств.
|                     | Площа, десятин | У тому числі орної, дес. |
| ------------------- | -------------- | ------------------------ |
| Сільських громад    | 184800 ?       | 122799                   |
| Приватної власності | 225201 ?       | 84466                    |
| Казенної власності  | 27389          | 21                       |
| Іншої власності     | 1967           | 1138                     |
| Загалом             | 439357         | 208424                   |

## Адміністративний поділ
Волосний поділ станом на 1886 рік:
| №  | Назва               | Центр      | Населення | Кількість дворів | Площа, десятин | Площа орної землі, дес. | Кількість поселень (сільських громад) |
| -- | ------------------- | ---------- | --------- | ---------------- | -------------- | ----------------------- | ------------------------------------- |
| 1  | Беняконська         | ?          | 6282      | 237              | 18430          | 9080                    | 38 (4)                                |
| 2  | Білецька            | ?          | 7261      | 675              | 21213          | 9161                    | 29 (6)                                |
| 3  | Василиська          | ?          | 7619      | 1009             | 19034          | 10038                   | 56 (3)                                |
| 4  | Велико-Можейківська | ?          | 4087      | 320              | 9601           | 5189                    | 28 (3)                                |
| 5  | Гончарська          | ?          | 3883      | 338              | 12424          | 5004                    | 29 (4)                                |
| 6  | Докудівська         | ?          | 3018      | 224              | 7512           | 3813                    | 23 (2)                                |
| 7  | Дубицька            | Нароши     | 5248      | 356              | 13840          | 6748                    | 49 (2)                                |
| 8  | Желудська           | ?          | 4698      | 328              | 11878          | 6329                    | 26 (3)                                |
| 9  | Жирмунська          | ?          | 6721      | 445              | 28497          | 13001                   | 74 (4)                                |
| 10 | Заболотська         | ?          | 4812      | 308              | 13331          | 8114                    | 36 (2)                                |
| 11 | Ейшиська            | ?          | 11291     | 632              | 33284          | 18704                   | 90 (6)                                |
| 12 | Конявська           | ?          | 8679      | 505              | 30512          | 20126                   | 73 (5)                                |
| 13 | Лебедська           | ?          | 3435      | 316              | 14616          | 5530                    | 25 (3)                                |
| 14 | Лідська             | Дубровно   | 9207      | 688              | 29536          | 13292                   | 85 (6)                                |
| 15 | Ляцька              | Демброво   | 4525      | 301              | 15172          | 5958                    | 32 (3)                                |
| 16 | Митлянська          | ?          | 3678      | 523              | 13724          | 7091                    | 43 (4)                                |
| 17 | Олександрівська     | Полеукішки | 5155      | 343              | 20616          | 7291                    | 43 (4)                                |
| 18 | Орлянська           | ?          | 5891      | 649              | 23699          | 12040                   | 23 (2)                                |
| 19 | Остринська          | ?          | 3376      | 649              | 5398           | 3133                    | 23 (2)                                |
| 20 | Покровська          | Собакінці  | 4286      | 239              | 10668          | 5929                    | 42 (2)                                |
| 21 | Радунська           | Радунь     | 7276      | 398              | 20939          | 11852                   | 72 (4)                                |
| 22 | Рожанківська        | ?          | 4849      | 380              | 12005          | 7106                    | 49 (2)                                |
| 23 | Тарнівська          | ?          | 3310      | 297              | 10586          | 6152                    | 20 (3)                                |
| 24 | Щучинська           | Щучин      | 8939      | 468              | 17664          | 7739                    | 56 (3)                                |

Станом на 1913 рік у повіті було 23 волості.